# Epilepsie abdominală
Epilepsia abdominală este o afecțiune rară întâlnită cel mai frecvent la copii, constând în tulburări gastrointestinale cauzate de activitatea de criză epileptiformă.. Epilepsia abdominală este descrisă ca un tip de epilepsie a lobului temporal. Sensibilitatea la anticonvulsive poate ajuta la elaborarea unui diagnostic. În cele mai multe articole medicale publicate, tratează epilepsia abdominală sunt sub formă de rapoarte individuale de caz. Un articol de recenzie din 2005 a găsit un total de 36 de cazuri descrise în literatura medicală.  

## Simptome
Cel mai frecvent simptom al epilepsiei abdominale este durerea abdominală urmată de vărsături incontrolabile, precedată de obicei de letargie . Simptomele includ, de asemenea, convulsii generalizate tonico-clonice urmate de somn, confuzie și nereactivitate motorie.

## Cauze
La ora actuală nu se știe ce cauzează epilepsia abdominală. Deși nu a fost dovedită o relație de cauzalitate între activitatea convulsivă și simptomele GI, simptomele GI nu pot fi explicate prin alte mecanisme fiziopatologice și se consideră că se îmbunătățesc la tratamentul anticonvulsivant. Deoarece boala este atât de rară, nu există studii de specialitate de înaltă calitate. Au fost prea puține cazuri raportate pentru a identifica factorii de risc, factorii genetici sau alte cauze potențiale.

## Diagnostic
Criteriile pentru diagnosticarea epilepsiei abdominale includ simptome abdominale periodice frecvente, o electroencefalogramă anormală (EEG) și îmbunătățirea semnificativă a simptomelor gastro-intestinale după administrarea medicamentelor anti-convulsii. Testele medicale pentru diagnostic pot fi finalizate cu scanări RMN ale creierului, tomografii și ecografii ale abdomenului, endoscopia tractului gastro-intestinal și analize de sânge.

## Tratament
Ca și alte forme de epilepsie, epilepsia abdominală este tratată cu medicamente anticonvulsivante, cum ar fi fenitoina. Deoarece nu există studii controlate se pot administra și alte medicamente anti convulsive ce pot fi la fel de eficiente.

## Istorie
Medicul și omul de știință francez Armand Trousseau este, în mod obișnuit, considerat ca fiind primul care a descris afecțiunea în 1868 la un băiat cu simptome paroxistice de GI care culmină cu criza epileptică de "mal mal". Prima relatare a epilepsiei abdominale, susținută de urmărirea EEG, a apărut în 1944 într-un articol de M. T. Moore, urmat de rapoarte ulterioare de caz din același grup.